# Josep Font i Trias
Josep Font i Trias (Palma, 1913-2000) fou un filòsof i lul·lista mallorquí.
Llicenciat en Filosofia i Lletres i en Dret (Universitat de Barcelona, 1931). Diplomat en Psicologia per la Escuela Superior de Psicología y Psicotecnia de la Universitat de Madrid (1934). Catedràtic de filosofia (1942-1983) a l'IES Ramon Llull de Palma, del que fou director diverses vegades. Professor dels cursos de Dret i Filosofia impartits a l'Estudi General Lul·lià, secció de la Universitat de Barcelona (1952-1970) a Palma. Fou membre del Consell Acadèmic de la Maioricensis Schola Lullistica i vicepresident i delegat a Balears de la Fundació Europea Dragan. El 1936 signà la Resposta al Missatge dels Catalans. Fou soci d'Honor de la Societat Arqueològica Lul·liana.
L'IES d'Esporles (IES Josep Font i Trias) porta el seu nom.

## Obra
- El cine y el menor, conferència impartida per la Junta Provincial de Protección de Menores de Baleares (Palma, 1955)
- Escritos filosóficos. Transcripció, introducció i notes de Sebastià Trias Mercant. Estudi General Lul·lià, Mallorca 2002. Recull de textos de Josep Font i Trias